# Dinosaur (Colorado)
Dinosaur è un centro abitato (town) degli Stati Uniti d'America, situato nella contea di Moffat dello Stato del Colorado. Nel censimento del 2020 la popolazione era di 243 abitanti.
Si trova vicino al Dinosaur National Monument, uno dei Monumenti nazionali degli Stati Uniti d'America, situato tra Colorado e Utah.

## Geografia fisica
Secondo i rilevamenti dell'United States Census Bureau, Dinosaur si estende su una superficie di 2,1 km².